# Cinémathèque Française
La Cinémathèque Française (pronunciat sinematɛk fʁɑ̃sɛz, lit. ‘Cinemateca Francesa’) conserva un dels arxius de pel·lícules, documentals i objectes relacionats més grans del món. Amb seu a París, la institució fa projeccions diàries de films d'arreu del món.

## Història
La col·lecció es va originar gràcies als esforços d'Henri Langlois, que durant la dècada de 1930 va començar a col·leccionar i projectar films. Quan es va iniciar la Segona Guerra Mundial, Langlois ja disposava d'una de les col·leccions audiovisuals més importants del món. Les autoritats nazis a la França ocupada van voler destruir tots els seus arxius, però Langlois i els seus amics van aconseguir protegir-los fins al final de la guerra.
Un cop acabat el conflicte bèl·lic, el govern francès li va deixar una reduïda sala de projeccions i li va assignar un petit subsidi per conservar la seva col·lecció, que es va reallotjar a l'Avenue de Messine. Va ser un recurs habitual per a directors de cinema de l'època, com Robert Bresson, René Clément, Henri-Georges Clouzot i Jacques Becker, que freqüentaven la cinemateca de Langlois. Els directors de la Nouvelle Vague, com Alain Resnais, Jacques Rivette, François Truffaut, Jean-Luc Godard, Claude Chabrol, Roger Vadim, Jacques Doniol-Valcroze i Pierre Kast, també es van formar veient pel·lícules de Langlois.